# Кубок Англії з футболу 1933—1934
Кубок Англії з футболу 1933—1934 — 59-й розіграш найстарішого футбольного турніру у світі, Кубка виклику Футбольної Асоціації, також відомого як Кубок Англії. Вдруге титул здобув Манчестер Сіті.

## Перший раунд
| Дата                      | Господарі                   | Рахунок | Гості                       |
| ------------------------- | --------------------------- | ------- | --------------------------- |
| 25 листопада              | Честер                      | 6:1     | Дарлінгтон                  |
| 25 листопада              | Борнмут енд Боском Атлетік  | 3:0     | Геєс                        |
| 25 листопада              | Барроу                      | 4:2     | Донкастер Роверз            |
| 25 листопада              | Бат Сіті                    | 0:0     | Чарльтон Атлетік            |
| 29 листопада Перегравання | Чарльтон Атлетік            | 3:1     | Бат Сіті                    |
| 25 листопада              | Вотфорд                     | 0:3     | Редінг                      |
| 25 листопада              | Волсолл                     | 4:0     | Спеннімур Юнайтед           |
| 25 листопада              | Фолкстоун                   | 0:0     | Бристоль Роверз             |
| 29 листопада Перегравання | Бристоль Роверз             | 3:1     | Фолкстоун                   |
| 25 листопада              | Гейнсборо Триніті           | 1:0     | Олтрінгем                   |
| 25 листопада              | Ілфорд                      | 2:4     | Свіндон Таун                |
| 25 листопада              | Транмер Роверз              | 7:0     | Ньюарк                      |
| 25 листопада              | Саттон Таун                 | 2:1     | Рочдейл                     |
| 25 листопада              | Оксфорд Сіті                | 1:5     | Джиллінгем                  |
| 25 листопада              | Квінз Парк Рейнджерс        | 6:0     | Кеттерінг Таун              |
| 25 листопада              | Нортгемптон Таун            | 2:0     | Ексетер Сіті                |
| 25 листопада              | Ковентрі Сіті               | 3:0     | Кру Александра              |
| 25 листопада              | Нортфліт Юнайтед            | 0:2     | Дартфорд                    |
| 25 листопада              | Карлайл Юнайтед             | 2:1     | Рексем                      |
| 25 листопада              | Клептон Орієнт              | 4:2     | Епсом Таун                  |
| 25 листопада              | Крістал Пелес               | 3:0     | Норвіч Сіті                 |
| 25 листопада              | Ланкастер Таун              | 0:1     | Стокпорт Каунті             |
| 25 листопада              | Сканторп-енд-Ліндсі Юнайтед | 1:1     | Аккрінгтон Стенлі           |
| 29 листопада Перегравання | Аккрінгтон Стенлі           | 3:0     | Сканторп-енд-Ліндсі Юнайтед |
| 25 листопада              | Кардіфф Сіті                | 0:0     | Олдершот                    |
| 29 листопада Перегравання | Олдершот                    | 3:1     | Кардіфф Сіті                |
| 25 листопада              | Галіфакс Таун               | 3:2     | Барнслі                     |
| 25 листопада              | Челтнем Таун                | 5:1     | Барнет                      |
| 25 листопада              | Кінгстоніан                 | 1:7     | Бристоль Сіті               |
| 25 листопада              | Далвіч Гамлет               | 2:2     | Ньюпорт Каунті              |
| 30 листопада Перегравання | Ньюпорт Каунті              | 6:2     | Далвіч Гамлет               |
| 25 листопада              | Нью-Брайтон                 | 0:0     | Менсфілд Таун               |
| 29 листопада Перегравання | Менсфілд Таун               | 3:4     | Нью-Брайтон                 |
| 25 листопада              | Торкі Юнайтед               | 1:1     | Маргейт                     |
| 30 листопада Перегравання | Маргейт                     | 0:2     | Торкі Юнайтед               |
| 25 листопада              | Воркінгтон                  | 1:0     | Саутпорт                    |
| 25 листопада              | Йорк Сіті                   | 2:3     | Гартлпул Юнайтед            |
| 25 листопада              | Ротергем Юнайтед            | 3:2     | Саут Бенк Сент-Пітерс       |
| 25 листопада              | Ґейтсгед                    | 5:2     | Дарвен                      |
| 25 листопада              | Норт Шилдс                  | 3:0     | Скарборо                    |
| 25 листопада              | Лондон Пейпер Міллс         | 0:1     | Саутенд Юнайтед             |

## Другий раунд
До другого раунду увійшли переможці першого раунду. 
| Дата                   | Господарі                  | Рахунок | Гості                |
| ---------------------- | -------------------------- | ------- | -------------------- |
| 9 грудня               | Борнмут енд Боском Атлетік | 2:4     | Транмер Роверз       |
| 9 грудня               | Бристоль Сіті              | 2:1     | Барроу               |
| 9 грудня               | Волсолл                    | 0:0     | Клептон Орієнт       |
| 14 грудня Перегравання | Клептон Орієнт             | 2:0     | Волсолл              |
| 9 грудня               | Гейнсборо Триніті          | 0:2     | Олдершот             |
| 9 грудня               | Свіндон Таун               | 1:0     | Дартфорд             |
| 9 грудня               | Саттон Таун                | 1:2     | Редінг               |
| 9 грудня               | Стокпорт Каунті            | 1:2     | Крістал Пелес        |
| 9 грудня               | Квінз Парк Рейнджерс       | 1:1     | Нью-Брайтон          |
| 13 грудня Перегравання | Нью-Брайтон                | 0:4     | Квінз Парк Рейнджерс |
| 9 грудня               | Аккрінгтон Стенлі          | 1:0     | Бристоль Роверз      |
| 9 грудня               | Нортгемптон Таун           | 3:0     | Торкі Юнайтед        |
| 9 грудня               | Карлайл Юнайтед            | 1:2     | Челтнем Таун         |
| 9 грудня               | Саутенд Юнайтед            | 2:1     | Честер               |
| 9 грудня               | Галіфакс Таун              | 1:1     | Гартлпул Юнайтед     |
| 13 грудня Перегравання | Гартлпул Юнайтед           | 1:2     | Галіфакс Таун        |
| 9 грудня               | Чарльтон Атлетік           | 1:0     | Джиллінгем           |
| 9 грудня               | Воркінгтон                 | 3:1     | Ньюпорт Каунті       |
| 9 грудня               | Ротергем Юнайтед           | 2:1     | Ковентрі Сіті        |
| 9 грудня               | Ґейтсгед                   | 1:0     | Норт Шилдс           |

## Третій раунд
| Дата                  | Господарі                | Рахунок | Гості                |
| --------------------- | ------------------------ | ------- | -------------------- |
| 13 січня              | Бірмінгем Сіті           | 2:1     | Шеффілд Юнайтед      |
| 13 січня              | Честерфілд               | 2:2     | Астон Вілла          |
| 17 січня Перегравання | Астон Вілла              | 2:0     | Честерфілд           |
| 13 січня              | Бристоль Сіті            | 1:1     | Дербі Каунті         |
| 17 січня Перегравання | Дербі Каунті             | 1:0     | Бристоль Сіті        |
| 13 січня              | Бернлі                   | 0:0     | Бері                 |
| 17 січня Перегравання | Бері                     | 3:2     | Бернлі               |
| 13 січня              | Ліверпуль                | 1:1     | Фулгем               |
| 17 січня Перегравання | Фулгем                   | 2:3     | Ліверпуль            |
| 13 січня              | Саутгемптон              | 1:1     | Нортгемптон Таун     |
| 18 січня Перегравання | Нортгемптон Таун         | 1:0     | Саутгемптон          |
| 13 січня              | Редінг                   | 1:2     | Олдем Атлетік        |
| 13 січня              | Лестер Сіті              | 3:0     | Лінкольн Сіті        |
| 13 січня              | Ноттінгем Форест         | 4:0     | Квінз Парк Рейнджерс |
| 13 січня              | Болтон Вондерерз         | 3:1     | Галіфакс Таун        |
| 13 січня              | Грімсбі Таун             | 1:0     | Клептон Орієнт       |
| 13 січня              | Вулвергемптон Вондерерз  | 1:0     | Ньюкасл Юнайтед      |
| 13 січня              | Сандерленд               | 1:1     | Мідлсбро             |
| 17 січня Перегравання | Мідлсбро                 | 1:2     | Сандерленд           |
| 13 січня              | Лутон Таун               | 0:1     | Арсенал              |
| 13 січня              | Транмер Роверз           | 3:0     | Саутенд Юнайтед      |
| 13 січня              | Тоттенгем Готспур        | 3:0     | Евертон              |
| 13 січня              | Манчестер Сіті           | 3:1     | Блекберн Роверз      |
| 13 січня              | Вест Гем Юнайтед         | 3:2     | Бредфорд Сіті        |
| 13 січня              | Брайтон енд Гоув Альбіон | 3:1     | Свіндон Таун         |
| 13 січня              | Манчестер Юнайтед        | 1:1     | Портсмут             |
| 17 січня Перегравання | Портсмут                 | 4:1     | Манчестер Юнайтед    |
| 13 січня              | Плімут Аргайл            | 1:1     | Гаддерсфілд Таун     |
| 17 січня Перегравання | Гаддерсфілд Таун         | 6:2     | Плімут Аргайл        |
| 13 січня              | Міллволл                 | 3:0     | Аккрінгтон Стенлі    |
| 13 січня              | Галл Сіті                | 1:0     | Брентфорд            |
| 13 січня              | Крістал Пелес            | 1:0     | Олдершот             |
| 13 січня              | Челсі                    | 1:1     | Вест-Бромвіч Альбіон |
| 17 січня Перегравання | Вест-Бромвіч Альбіон     | 0:1     | Челсі                |
| 13 січня              | Свонсі Сіті              | 1:0     | Ноттс Каунті         |
| 13 січня              | Чарльтон Атлетік         | 2:0     | Порт Вейл            |
| 13 січня              | Челтнем Таун             | 1:3     | Блекпул              |
| 13 січня              | Лідс Юнайтед             | 0:1     | Престон Норт-Енд     |
| 13 січня              | Воркінгтон               | 4:1     | Ґейтсгед             |
| 13 січня              | Сток Сіті                | 3:0     | Бредфорд Парк-Авеню  |
| 13 січня              | Ротергем Юнайтед         | 0:3     | Шеффілд Венсдей      |

## Четвертий раунд
У цьому раунді зіграли переможці попереднього етапу.
| Дата                  | Господарі                | Рахунок | Гості                    |
| --------------------- | ------------------------ | ------- | ------------------------ |
| 27 січня              | Бірмінгем Сіті           | 1:0     | Чарльтон Атлетік         |
| 27 січня              | Бері                     | 1:1     | Свонсі Сіті              |
| 1 лютого Перегравання | Свонсі Сіті              | 3:0     | Бері                     |
| 27 січня              | Ліверпуль                | 3:1     | Транмер Роверз           |
| 27 січня              | Астон Вілла              | 7:2     | Сандерленд               |
| 27 січня              | Дербі Каунті             | 3:0     | Вулвергемптон Вондерерз  |
| 27 січня              | Тоттенгем Готспур        | 4:1     | Вест Гем Юнайтед         |
| 27 січня              | Портсмут                 | 2:0     | Грімсбі Таун             |
| 27 січня              | Брайтон енд Гоув Альбіон | 1:1     | Болтон Вондерерз         |
| 31 січня Перегравання | Болтон Вондерерз         | 6:1     | Брайтон енд Гоув Альбіон |
| 27 січня              | Міллволл                 | 3:6     | Лестер Сіті              |
| 27 січня              | Галл Сіті                | 2:2     | Манчестер Сіті           |
| 31 січня Перегравання | Манчестер Сіті           | 4:1     | Галл Сіті                |
| 27 січня              | Олдем Атлетік            | 1:1     | Шеффілд Венсдей          |
| 31 січня Перегравання | Шеффілд Венсдей          | 6:1     | Олдем Атлетік            |
| 27 січня              | Челсі                    | 1:1     | Ноттінгем Форест         |
| 31 січня Перегравання | Ноттінгем Форест         | 0:3     | Челсі                    |
| 27 січня              | Гаддерсфілд Таун         | 0:2     | Нортгемптон Таун         |
| 27 січня              | Арсенал                  | 7:0     | Крістал Пелес            |
| 27 січня              | Воркінгтон               | 1:2     | Престон Норт-Енд         |
| 27 січня              | Сток Сіті                | 3:0     | Блекпул                  |

## П'ятий раунд
На цьому етапі зіграли переможці попереднього раунду.
| Дата                   | Господарі         | Рахунок | Гості            |
| ---------------------- | ----------------- | ------- | ---------------- |
| 17 лютого              | Бірмінгем Сіті    | 1:2     | Лестер Сіті      |
| 17 лютого              | Ліверпуль         | 0:3     | Болтон Вондерерз |
| 17 лютого              | Престон Норт-Енд  | 4:0     | Нортгемптон Таун |
| 17 лютого              | Шеффілд Венсдей   | 2:2     | Манчестер Сіті   |
| 21 лютого Перегравання | Манчестер Сіті    | 2:0     | Шеффілд Венсдей  |
| 17 лютого              | Тоттенгем Готспур | 0:1     | Астон Вілла      |
| 17 лютого              | Свонсі Сіті       | 0:1     | Портсмут         |
| 17 лютого              | Арсенал           | 1:0     | Дербі Каунті     |
| 17 лютого              | Сток Сіті         | 3:1     | Челсі            |

## Шостий раунд
На цьому етапі зіграли переможці попереднього раунду.
| Дата      | Господарі        | Рахунок | Гості       |
| --------- | ---------------- | ------- | ----------- |
| 3 березня | Престон Норт-Енд | 0:1     | Лестер Сіті |
| 3 березня | Манчестер Сіті   | 1:0     | Сток Сіті   |
| 3 березня | Арсенал          | 1:2     | Астон Вілла |
| 3 березня | Болтон Вондерерз | 0:3     | Портсмут    |

## Півфінали
У півфіналах зіграли команди, що перемогли на попередньому етапі.
| Дата       | Господарі      | Рахунок | Гості       |
| ---------- | -------------- | ------- | ----------- |
| 17 березня | Портсмут       | 4:1     | Лестер Сіті |
| 17 березня | Манчестер Сіті | 6:1     | Астон Вілла |

## Фінал
| 28 квітня 1934 |

| Манчестер Сіті  | 2:1      | Портсмут      |
| --------------- | -------- | ------------- |
| Тілсон 74', 88' | Протокол | Ратерфорд 28' |

| Вемблі, Лондон Глядачів: 93 258 Арбітр: Стенлі Роуз |